# سائق شاحنة
سائق الشاحنة أو سائق سيارة الشحن هو الشخص الذي يكسب قوته على قيادة الشاحنة غالباً ماتكون (شبة شاحنة شاحنة تفريغ، شاحنة صندوق).

## المهام والوظائف
يقدموا سائقي الشاحنات خدمة أساسية في النشاطات الصناعية بنقل السلع والمواد الخام براً، عادةً من إلى المصانع و تجار التجزئة و أماكن التوزيع. سائقي الشاحنات هم مسؤولين عن تفحص مركباتهم والمشاكل الميكانيكية المتعلقة بالتشغيل الآمن. والآخرين كالسائقين/موظفي المبيعات، مسؤولين أيضاً عن المبيعات و خدمة العملاء.

## الأنواع
- مشغلون-مالكون : الأفراد الذين يملكون الشاحنة ويقودونها إما بتأجيرها أو بعقد مع شركة الشحن لنقل بضائع لتلك الشركة باستخدام شاحناتهم الخاصة، أو بنقل بضائع لعدة شركات وهم ذو أعمال حرة و متعهدين مستقلين.
- سائقو الشركة : هم موظفي شركة شحن معينة ويقودون شاحنات توفرها الشركة.
- مشغلون-مالكون مستقلون : هم الذين يملكون السلطة لنقل البضائع وفي الغالب يقودون شاحنتهم الخاصة، وفي الغالب يمتلكون أسطول شاحنات من 1-10 شاحنات.

## تقسيم الوظائف
- ناقلو السيارات يعملون بنقل السيارات بقواطر صنعت خصيصاُ لهذا الصدد ويتطلبون مهارات معينة لتحميل وتشغيل هذا النوع من القواطر.
- ناقلو القوارب ينقلون القوارب احجامها بين 3 متر حتى 18 متر باستخدام مقطورة وبوي.
- النقل الجاف ينقلون أكثرية البضائع على الطرق السريعة في مقطورات كبيرة. المحتويات قد تكون قابلة للتلف أو غير قابلة للتلف.
- نقل الجملة الجاف بضغط الهواء ينقلون الرمال، الملح، والأسمنت وأشياء أخرى. لديهم المقطورة مخصصة تسمح لهم باستخدام هواء مضغوط لتفريغ الحمولة.
- الصفيحة المسطحة ينقلون مجموعة واسعة من العناصر الكبيرة من العفش المنزلي. يجب ان يكون لدى السائقين القدرة على وزن الحمولة بشكل صحيح.
- سائقي من موقع إلى موقع وهي وظيفة توصيل محلية حيث يتم توصيل البضائع من قبل السائق بمواقع عدة، بعض الاحيان يتطلب جر مرفقات المقطورات الرباعية أو الثلاثية.
- سائقي النقل المبرد يقومون بنقل البضائع المبردة أو المجمدة، أو الحساسة للحرارة، كبعض الأدوية وبعض أنواع الطعام.
- السائقون المحليون يعملون في حدود نطاق منطقة معينة، قد تتضمن هذه المناطق عبور دول لكنهم يعودون للمنزل يومياً.
- ناقلو عفش المنزل ينقلون عفش العائلات التي تنوي أن تنتقل من منزل إلى آخر.
- النقل الأقليمي يعملون في عدة دول بالقرب من موطنهم وقد يغيبون عن منزلهم لفترات قصيرة.
- سائقي الطرق السريعة في الغالب يغطون مسافات بآلاف الأميال ويتغيبون عن منزلهم لأيام، أسابيع، أو حتى شهور. للحمولات المستعجلة، قد تطلب الشركة لتوظيف فريق من السائقين ليغطون مسافة أكبر في اليوم الواحد.
- سائقي الفريق سائقين يأخذون الأدوار لقيادة الشاحنة نفسها بورديات عمل (بعض الأحيان زوج وزوجته) أو عدة اشخاص يتقاسمونها فيما بينهم.
- ناقلو السوائل ينقلون السوائل، كالوقود، الديزل، الحليب، النفط الخام، البلاستيك، السكر، الطحين، الأسمنت. وهؤلاء السائقين بحاجة إلى مهارة للتحكم بإتزان المركبة من تحرك السوائل
- سائقو ذو وظيفة سائق لديه وظيفة، كشاحنة السحب، شاحنة قمامة، خلاط الخرسانة، أو شاحنة التفريغ.